# Turirecina
Turirecina fue una ciudad romana que acuñó monedas con caracteres libio-fenicios. Su nombre latino debió de ser Turi Regina y tradicionalmente se incluyó en el conventus Gaditanus, relacionada con Regina y Asta Regia, en la provincia de Cádiz.

## Fuentes arqueológicas

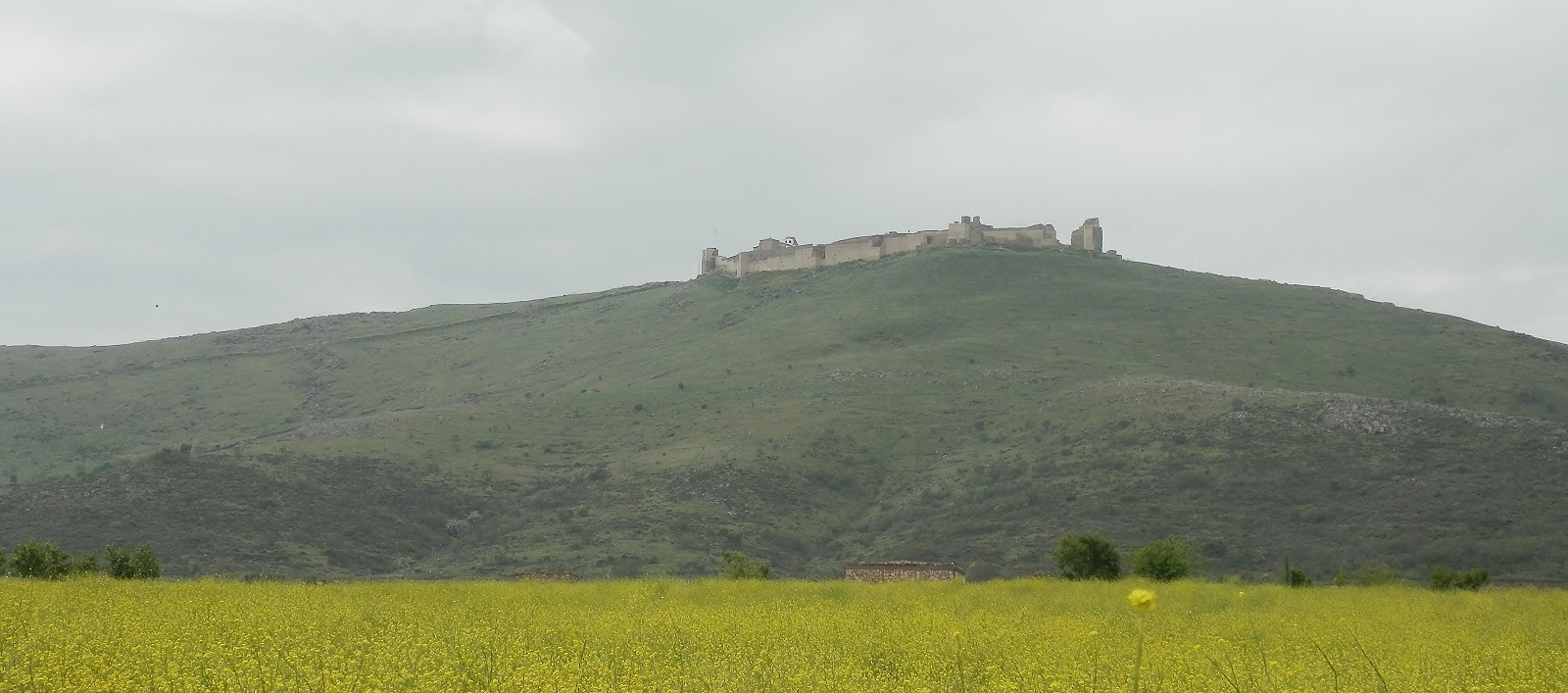
Castillo de Reina.